# المشروع الأوروبي لتحمض المحيطات
كان المشروع الأوروبي لتحمض المحيطات أول مبادرة بحثية كبرى في أوروبا وأول جهد بحثي دولي واسع النطاق مكرس لدراسة تأثيرات وعواقب تحمض المحيطات. كان المشروع الأوروبي لتحمض المحيطات مشروعًا متكاملًا تابعًا للاتحاد الأوروبي إف بي 7 نشطًا خلال أربع سنوات، من 2008 إلى 2012.
جمع كونسورتيوم المشروع الأوروبي لتحمض المحيطات أكثر من 160 باحثًا من 32 معهدًا في 10 دول أوروبية (بلجيكا وفرنسا وألمانيا وأيسلندا وإيطاليا وهولندا والنرويج والسويد وسويسرا والمملكة المتحدة) وتم تنسيقه من قبل المركز الوطني الفرنسي للبحث العلمي مع مكتب المشروع الموجود في معهد بحر فيلفرانش، فرنسا (سابقًا مرصد فيلفرانش لعلوم المحيطات).

## نطاق
تمحور البحث الذي تم إجراؤه من خلال المشروع الأوروبي لتحمض المحيطات حول أربعة محاور:
1. درس الموضوع 1 التغيرات في كيمياء المحيطات والجغرافيا الحيوية عبر المكان والزمان. تم استخدام طرق إعادة البناء القديمة في العديد من المحفوظات، بما في ذلك المنخربات والشعاب المرجانية في أعماق البحار، لتحديد التباين السابق في كيمياء المحيطات وربطها بالرصدات الكيميائية والبيولوجية الحالية.
2. الموضوع 2 درس حساسية الكائنات البحرية والمجتمعات والنظم البيئية لتحمض المحيطات. تم فحص العمليات البيوجيوكيميائية الرئيسية ذات الصلة بالمناخ مثل التكلس والإنتاج الأولي وتثبيت النيتروجين باستخدام مجموعة كبيرة من التقنيات، تتراوح من الأدوات الجزيئية إلى الأساليب الفسيولوجية والبيئية. أجريت تجارب الاضطراب في كل من المختبر والميدان، بما في ذلك تجربة كبيرة على نطاق واسع في البحر المتوسط في سفالبارد في عام 2010.[3]
3. ركز الموضوع 3 على تكامل النتائج من الموضوعين 1 و2 في النماذج البيوجيوكيميائية والرواسب والمناخ المحيطي المقترن من أجل فهم وإسقاط استجابات نظام الأرض لتحمض المحيطات بشكل أفضل. تم إيلاء اهتمام خاص إلى ردود الفعل من التغيرات الفسيولوجية على دورات الكربون والنيتروجين والكبريت والحديد وكيف ستؤثر هذه التغييرات وتتأثر بتغير المناخ في المستقبل.
4. أخيرًا، قام الموضوع 4 بتجميع النتائج من الموضوعات 1-3 وتقييم أوجه عدم اليقين والمخاطر والعتبات («نقاط التحول») المتعلقة بتحمض المحيطات على مستويات تتراوح من النطاقات دون الخلوية إلى النظام الإيكولوجي ومن النطاق المحلي إلى المستوى العالمي. كان التركيز الثاني لهذا الموضوع هو توصيل النتائج إلى الزملاء العلماء وكذلك إلى صانعي السياسات ووسائل الإعلام والمدارس وعامة الناس.

## تراث
ساهم المشروع الأوروبي لتحمض المحيطات بشكل كبير في النهوض بحالة المعرفة بشأن تحمض المحيطات وتأثيره على الكائنات البحرية والنظم الإيكولوجية. أنتج المشروع أكثر من 200 مقال بحثي، أي ما يعادل 20% من المؤلفات العلمية التي راجعها النظراء حول تحمض المحيطات المنشورة خلال الفترة 2009-2012.
يترك المشروع الأوروبي لتحمض المحيطات وراءه منتجات لا تزال مستخدمة على نطاق واسع من قبل المجتمع العلمي الدولي الذي يعمل على تحمض المحيطات، مثل:
- قام علماء المشروع الأوروبي لتحمض المحيطات بتصميم وتطوير حزمة برامج آر سيكارب، التي تحسب معايير نظام كربونات مياه البحر وتتضمن وظائف مفيدة لأبحاث تحمض المحيطات.[6][7]
- قاد المشروع الأوروبي لتحمض المحيطات إنتاج «دليل أفضل الممارسات في أبحاث تحمض المحيطات وتقارير البيانات» الذي استعرضه المجتمع، والذي نُشر في عام 2010 كجهد تعاوني من المشروع الأوروبي لتحمض المحيطات والزملاء الدوليين لتقديم إرشادات حول تصميم تجارب تحمض المحيطات ولتيسير مقارنات الدراسات.[8]
- حافظ المشروع الأوروبي لتحمض المحيطات على العديد من الموارد التي أتيحت لمجتمع أبحاث تحمض المحيطات الدولي وكانت رائدة فيها:
  - قناة إخبارية عن تحمض المحيطات أطلقها جان بيير جاتوزو في عام 2006، والتي توفر معلومات يومية عن أحدث المقالات العلمية والتغطية الإعلامية والاجتماعات وفرص العمل والتدريب.[9]
  - قاعدة بيانات ببليوغرافية تتضمن مقالات بحثية وكتب وفصول كتب مع كلمات رئيسية مخصصة، أطلقها جان بيير جاتوزو في عام 1995.[4]
  - تجميع البيانات من الدراسات التي استعرضها الأقران والتي تبحث في الاستجابة البيولوجية لتحمض المحيطات.[5][10][11]

## روابط خارجية
- "SOLAS IMBER Working Group on Ocean Acidification". مؤرشف من الأصل في 2022-03-30.
- "IAEA Ocean Acidification International Coordination Centre (OA-ICC)". 5 فبراير 2018. مؤرشف من الأصل في 2021-03-24.
- "Ocean Acidification news stream". مؤرشف من الأصل في 2021-03-20.
- "OA-ICC Bibliographic database". 7 فبراير 2018. مؤرشف من الأصل في 2021-04-18.
- "Data compilation on the biological response to ocean acidification". مؤرشف من الأصل في 2020-07-22.